# Бригада поддержки США
Бригада поддержки (англ. Sustainment Brigade) — тактическое соединение тылового обеспечения Армии, Армии Национальной гвардии и Резерва Армии США.
В рамках преобразования Армии США в начале XXI века из дивизионной структуры в бригадную, дивизионные командования поддержки, корпусные группы поддержки и районные (area) группы поддержки (support group) были расформированы и преобразованы в бригады поддержки (ранее называемые боевыми единицами поддержки (sustainment units of action (SUS или SUA)).
Размер бригады может быть изменён для поддержки от одной до десяти бригад. Бригада поддержки имеет совместный потенциал, который позволяет армии лучше управлять потоками материально-технического обеспечения в районе операций и обеспечивает поддержку другим службам в области общего материально-технического обеспечения, такого как топливо, боеприпасы, медикаменты, запчасти для ремонта колёсных транспортных средств и так далее. Бригада обеспечения предназначена для самостоятельных действий на театре военных действий (ТВД), в сочетании с другими бригадами поддержки под командованием экспедиционного командования поддержки (sustainment command (expeditionary) (ESC)) или непосредственно под командованием поддержки театра военных действий (theater sustainment command (TSC)).
Бригада поддержки, прикреплённая к ESC/TSC, организует тыловое обеспечение в районе операций определённом ESC/TSC. Все бригады поддержки имеют одинаковые общие возможности по управлению операциями на театре военных действий, распределению театра военных действий и обеспечению жизнедеятельности. Каждая бригада поддержки является многофункциональной организацией, приспособленной и организованной по задачам для обеспечения поддержки нескольких подразделений размером с бригаду или меньше. В роли бригады поддержки соединение в первую очередь занимается непрерывным управлением и распределением запасов, поддержкой людских ресурсов, выполнением поддержки финансового управления и распределением технического обслуживания в зоне ответственности для обеспечения оперативного охвата действующих на ТВД командиров. Бригаде обеспечения может потребоваться усиление в тех областях, где ей не хватает кадрового опыта и/или возможностей функциональной поддержки.
По последней опубликованной информации, в армии будет 31 бригада поддержки; 10 бригад действительной службы в составе дивизий регулярной армии, 2 отдельные бригады действительной службы, 10 бригад Армии Национальной гвардии и 9 бригад Резерва Армии США.

## Состав

### Батальон поддержки боевого обеспечения
В состав батальона поддержки боевого обеспечения (Combat Sustainment Support Battalion (CSSB)) бригады поддержки входит:
- Штаб
- Роты по перевозке грузов внутри страны (Inland Cargo Transfer Company) — используется для переброски грузов на крупных транспортных узлах на ТВД.
- Транспортная рота по перевозке тяжёлой боевой техники (Combat Heavy Equipment Transport Company) — рота поддерживает тактическое перемещение боевых групп бронетанковых бригад. Подразделение также выполняет задачи по восстановлению и эвакуации. Обычно она придаёся автотранспортному батальону, но может быть придана прикреплена к батальону CSSB. Оснащена тягачами HETS[англ.].
- Рота средних грузовиков (Medium Truck Companies) — перевозит контейнерные, неконтейнерные, паллетированные, сухие и/или рефрижераторные грузы, а также сыпучие продукты с помощью тягачей M915[англ.], FMTV и полуприцепов.
- Транспортная рота лёгких и средних грузовиков (transportation light/medium truck company) — в роте имеется один взвод лёгких грузовиков с грузовыми автомобилями и прицепами; и один взвод лёгких/средних грузовиков с комбинацией грузовых автомобилей и прицепов и тракторов с прицепами. Грузовые автомобили используются для перевозки мелких сыпучих грузов, перемещения персонала и передислокации подразделений. передислокации подразделений. Комбинация тягачей и прицепов используется для перевозки более крупных грузов и 20-футовых контейнеров.
- Смешанные роты грузовиков (composite truck company) — бывают тяжёлыми и лёгкими. Основная задача тяжёлой транспортной роты грузовых автомобилей заключается в обеспечении перевозок и обеспечение безопасности колонн при проведении операций бригады по обеспечению жизнедеятельности дивизии. В составе роты имеется взвод с HETS, два взвода с системой паллетированных грузов и взвод средних тактических машин. Рота способна выполнять как линейные, так и местные перевозки в любых условиях угрозы. в любых условиях угрозы. Оно может выполнять задачи по сопровождению грузовиков, работающих по контракту, в составе колонн подразделений. Его основная Основной задачей подразделения является распределение боеприпасов, контейнеров, оборудования подразделения, сухих грузов и воды. Он также осуществляет переброску подразделений и перевозку личного состава. Рота имеет два взвода с системами паллетированных грузов и два взвода со средними тактическими автомобилями. Это подразделение задействовано в зоне операций бригады и дивизии. Его основная роль заключается в распределении сухих и охлажденных контейнерных грузов, общих неконтейнерных грузов, боеприпасов, бутилированной воды и воды наливом (если они оснащены цистернами/хиппонами (hippos)). Он также осуществляет переброску подразделений и перевозку личного состава.
- Квартирмейстерская рота снабжения (quartermaster supply company) — получает, хранит и комплектует запасы класса I для распределения и получает, хранит и выдает запасы классов II, III, IV, VII и IX. Это модульная рота. Каждый взвод имеет свой собственный код стандартных требований, что позволяет командирам адаптировать пакет сил к конкретным требованиям.
- Квартирмейстерская смешанная рота снабжения (quartermaster composite supply company) — обеспечивает общее снабжение, снабжение класса I, скоропортящихся и полупортящихся продуктов, нефтепродуктов, водоснабжения, а также душевых и прачечных. Она входит в состав оперативно-организованного подразделения CSSB, оказывающего поддержку штабам корпусов и дивизий, многофункциональным или функциональным бригадам поддержки или бригадам. Это подразделение задействовано в зоне действий бригады и дивизии. Взвод снабжения получает, хранит и комплектует запасы класса I для распределения, а также получает, хранит и выдает запасы классов II, III, IV, VII и IX. Взвод ГСМ получает, хранит и выдает ГСМ класса III, а также обеспечивает наблюдение и контроль качества. Взвод водоснабжения обеспечивает очистку, хранение и мобильное хранение воды. Он также обеспечивает работу душевых и прачечных. Квартирмейстерская смешанная рота снабжения состоит из трёх взводов и предназначена для развёртывания в качестве полноценного подразделения.
- Квартирмейстерская рота водоснабжения (quartermaster water support company) — занимается обработкой, хранением и местным распределением воды с использованием тяжёлых тактических грузовиков с расширенной мобильностью (HEMTT-LHS) с автоцистернами емкостью 2000 галлонов. Рота имеет три взвода, которые являются полностью модульными и могут быть развернуты самостоятельно или вместе со штабом роты. Рота может быть усилена тактической группой распределения воды (Quartermaster tactical water distribution team (hoseline)) — группа развертывает, эксплуатирует, восстанавливает и обслуживает тактическую систему распределения воды. Группа также обеспечивает два пункта непосредственного снабжения водой с использованием органического оборудования.
- Квартирмейстерская топливная рота (quartermaster petroleum support company) — получает, хранит и распределяет нефтепродукты наливом. Рота полностью модульная и может состоять из разного количества взводов обеспечения нефтепродуктами, прикреплённой группой анализа качества нефтепродуктов и прикреплённой группой штурмовых шлангопроводов (assault hoseline). Основным структурным элементом является взвод обеспечения нефтепродуктами. Каждый взвод обеспечения нефтепродуктами имеет немобильные склады и пункты выдачи топлива, а также небольшие мобильные возможности распределения. Состав и количество взводов зависит от поддерживаемых подразделений.

Группы анализа качества нефтепродуктов в основном поддерживают батальоны авиационной поддержки, но один из вариантов этой группы может быть приписан или прикреплен к топливной роте. Группа управляет лабораторией по анализу нефтепродуктов и проводит полный анализ технических характеристик и качества нефтепродуктов, полученных из потребностей поддерживаемых подразделений.
Группа усиления штурмовых шлангопроводов эксплуатирует и обслуживает систему штурмовых шлангопроводов для установления и поддержания связи между нефтебазами и потребителями большого объёма нефтепродуктов. Это подразделение, скорее всего, будет использоваться вблизи воздушных или морских узлов или узлов распределения с очень высоким объемом перевозок.
- Рота боеприпасов (ammunition ordnance company) — координирует получение и выдачу боеприпасов из пункта снабжения боеприпасами. Возможности эшелона выше бригады по обеспечению боеприпасами включают функции приема, хранения, выдачи и реконфигурации комплектов боеприпасов. Модульная рота боеприпасов является единственным подразделением эшелона выше бригады, обеспечивающим боеприпасами. Рота боеприпасов обычно размещается вблизи порта высадки, но может быть задействована везде, где это необходимо. Она придается бригаде обеспечения и, как правило, находится под наблюдением и контролем CSSB. Рота обслуживает один или несколько складов боеприпасов, используя один или несколько взводов боеприпасов. Количество взводов в модульной роте боеприпасов варьируется от двух до пяти. Каждый взвод получает, конфигурирует, инспектирует, управляет, выдает, отгружает и ретроградирует запасы класса V, используя систему паллетированных грузов. В каждом взводе имеется погрузчик контейнеров для пересеченной местности.
- Рота воздушной доставки (aerial delivery company):

Рота воздушной доставки театра военных действий (theater aerial delivery company) обеспечивает комплектацию личного состава, ремонт оборудования для воздушного десантирования, такелаж грузов и упаковку грузов для поддержки района театра военных действий. Она обеспечивает упаковку личного состава, ремонт оборудования для десантирования, такелаж платформ и контейнеров для десантирования грузов для поддержки района театра военных действий в объеме до 40 коротких тонн в день и 1200 парашютов в месяц. Рота воздушной доставки состоит из штабного взвода, взвода комплектации/обслуживания и взвода такелажа грузов.
Дивизионная рота воздушной доставки (division aerial delivery company) обычно приписывается к CSSB для поддержки воздушно-десантной дивизии. Она зависит от соответствующих элементов бригады обеспечения или CSSB в плане кадрового обслуживания, медицинского обслуживания и дополнительной транспортной поддержки. Дивизионная рота воздушной доставки обеспечивает обслуживание воздушных средств и такелажных платформ и контейнеров для воздушного десантирования в поддержку воздушно-десантной дивизии в объеме до 200 коротких тонн в день в условиях развертывания. Она состоит из штабного взвода, взвода по ремонту оборудования для воздушного десантирования и двух взводов по такелажу грузов.
Дивизионная рота десантного обеспечения (division personnel pack company) обычно приписывается к CSSB для поддержки воздушно-десантной дивизии. Она зависит от соответствующих элементов бригады обеспечения или CSSB в плане кадрового обслуживания, медицинского обслуживания и дополнительной транспортной поддержки. Дивизионная рота десантного обеспечения обеспечивает укладку до 13 500 парашютов личного состава в месяц только для воздушно-десантной дивизии. Она состоит из штабного взвода и трёх одинаковых взводов.
- Рота полевой службы (field services company) — возможности полевого обслуживания включают доставку грузов по воздуху, питание в полевых условиях, душ и прачечную, морги и водоочистку. CSSB может быть организована по задачам без подразделений полевой службы или иметь несколько подразделений, обеспечивающих полевую службу. Например, в состав CSSB, поддерживающего многофункциональные бригады поддержки, скорее всего, будет входить рота полевой службы, а также полевая служба может быть включена в состав смешанной роты снабжения (composite supply company).
- Рота мортуальных дел (mortuary affairs company) — выполняет весь спектр операций по работе с моргами. Рота состоит из пяти взводов. Каждый взвод имеет четыре группы сбора, которые могут выполнять любую из четырёх задач по работе с моргами, но не одновременно. Например, один взвод может обеспечивать передовые группы по сбору вещей и работать на четырёх пунктах сбора вещей в морге, а второй взвод может работать на складе личных вещей для приема, хранения, инвентаризации и обработки личных вещей. Взводы могут быть развёрнуты независимо друг от друга.
- Рота технического обслуживания (support maintenance company) — имеет три взвода: взвод автомобильного вооружения, взвод электронного обслуживания и взвод обслуживания наземного вспомогательного оборудования. Возможности роты технического обеспечения включают контроль технического обслуживания, техническое обслуживание на полевом уровне колёсных транспортных средств, вооружения, радиостанций, средств защиты связи, специальной электроники и выработки электроэнергии. Рота также располагает сварочными и механическими мастерскими, может выполнять работы по восстановлению колёсных транспортных средств, а также оценивать и устранять повреждения на месте боя. Роту может дополнить группа поддержки испытательного, измерительного и диагностического оборудования.
- Группа поддержки испытательного, измерительного и диагностического оборудования (test, measurement and diagnostic equipment support team) — зональная группа поддержки испытательного, измерительного и диагностического оборудования обеспечивает как мобильную, так и стационарную калибровку и ремонт испытательного, измерительного и диагностического оборудования. Эта группа имеет свой собственный код стандартных требований и должна запрашиваться отдельно от роты технического обслуживания. Обычно она прикрепляется к роте технического обслуживания.[3]